# Gondor

Gondors flagga.

Gondor är ett fiktivt kungarike i J.R.R. Tolkiens värld Midgård, grundat av Isildur och Anárion efter Númenors fall. Gondor är beläget väster om Mordor, låg på ungefär samma latitud som Venedig och hade ett tempererat klimat. Det fanns det en hamnstad som var väletablerad, Pelargir vid Anduin.

## Gondors fästningar i urval
- Aglarond
- Durthang
- Minas Ithil

## Regering
Regenten av Gondor var huvudsakligen kungen, som hade befogenheter som en absolut monark. Rikshovmästarnas ämbete inrättades av kung Rómendacil I som en försiktighetsinsats mot förlusten av kungliga seder och lärdom. Med tiden växte ämbetet i betydelse, det fungerade också som en vicekung till riket vid tvångsläge.
Staden Minas Tirith och dess närmaste omland stadgas direkt av rikshovmästaren men många av Gondors regioner har sina egna herrar som i sin tur stod under rikshovmästaren. 

## Kultur och språk
De första invånarna av Gondor var Drúedain, ett folk som bodde i de Vita bergen och de närbelägna länderna. Södra Gondor fortsatte att vara obebott, ända till dessnúmenoreanerna koloniserade den. Kolonisternas språk, Adûnaic, var kraftigt påverkat av det lokala uttalet och ledde till att språket Väströna skapades och en stor del av folken i västra Midgård började tala detta språk.